# ダラル・ウィリスジュニア
ダラス・ウィリスジュニア（Darral Willis Jr. 、1996年1月21日 - ）は、アメリカ合衆国のプロバスケットボール選手。ポジションはパワーフォワード・センター。ギリシャ・バスケットボールリーグ・アリスB.C.所属。キプロスとの二重国籍であり、キプロス代表にも選ばれている。

## 来歴
ウィチタ州立大学卒業後の2018年、キプロスのチームでプロデビュー。
2019年からはロシア、モナコ、イタリアでプレーし、2021年よりロシアリーグ復帰。
2023年1月15日、KBLのソウル三星サンダースと契約
2023年8月3日、レバンガ北海道と契約。
2024年2月、ユーロバスケット予選のキプロス代表に選出。
2024年5月13日、レバンガ北海道退団。その後の7月8日、京都ハンナリーズへの加入が発表されたが、メディカルチェックで契約を継続することができない結果が出たとして契約解除となった。
2024年11月25日、GBLとユーロカップに所属するアリスBCへの加入が発表された。契約期間はシーズン終了まで。GBLでは10試合に出場し、1試合平均27.2分の出場で、12.9得点、7.2リバウンド、2.2ターンオーバー、1.1アシスト、1.0スティール、スリーポイント成功率30.3パーセント、フリースロー成功率81.3パーセント、プレーオフでは4試合に出場し、1試合平均24.5分の出場で、11.8得点、5.0リバウンド、2.3ターンオーバー、1.8アシスト、1.5スティール、1.0ブロック、スリーポイント成功率18.8パーセント、フリースロー成功率75.0パーセント、ユーロカップでは10試合に出場し、1試合平均22.2分の出場で、、9.7得点、5.8リバウンド、1.8ターンオーバー、1.1アシスト、フィールドゴール成功率37.6パーセント、スリーポイント成功率27.6パーセント、フリースロー成功率86.4パーセントという成績を残した。